# Iryna Kondratova
Irina Kondràtova (nascida no século XX, na Ucrânia) é uma anestesiologista pediátrica ucraniana, que em 2022 decidiu ficar na Ucrânia para cuidar dos pacientes, apesar da guerra.

## Trabalho
Desde 2014, Irina Kondràtova dirige uma equipa de médicos que apoia médico e psicologicamente as mulheres das cidades de Luhansk e Donetsk, na Ucrânia. Em 2022, Irina Kondràtova já tinha atendido mais de 3.000 mulheres. Depois da Invasão da Ucrânia pela Rússia em 2022, muitas pessoas decidiram marchar do país padecendo pela sua vida ante os persistentes ataques aéreos. Apesar destas circunstâncias, Kondràtova e sua equipe decidiram para continuar a cuidar de grávidas, mães e recém-nascidos, alguns em cuidados intensivos e com patologias cirúrgicas. E eles fizeram isso mudando-se nas primeiras semanas da guerra para o porão convertido em maternidade do Centro Perinatal Regional da cidade de Carcóvia. Como principal dirigente da equipe, em março de 2022, ela assumiu o Instagram de David Beckham em março para destacar as dificuldades e pedir ajuda.

## Reconhecimento
Em 2022, foi escolhida uma das 100 mulheres mais inspiradoras do mundo pela BBC.